# Lotus Symphony
Lotus Symphony bezeichnet zwei integrierte Programmpakete. Das erste wurde 1985–1992 für DOS, das zweite 2007–2012 basierend auf OpenOffice.org für Windows, Linux und macOS entwickelt. Entwickler war Lotus, heute eine Division der IBM. Es entspricht in seinen vergleichbaren Komponenten den Büroanwendungen anderer Wettbewerber zur jeweiligen Zeit.
Am 27. Januar 2012 kündigte IBM an, die Weiterentwicklung von Lotus Symphony einzustellen und stattdessen das OpenOffice-Projekt zu unterstützen.

## Geschichte

### Lotus Symphony für DOS
Die früher unter diesem Namen erschienene Software für DOS enthielt eine Tabellenkalkulation (abgeleitet aus Lotus 1-2-3) sowie Textverarbeitung, Datenübertragung und Datenbankfunktionen.

#### Programmanwendung und Voraussetzungen
Ein Ziel dieser Entwicklung war für das Unternehmen Lotus in den 1980er Jahren, ein integriertes Softwarepaket, vergleichbar mit AppleWorks, aber für das Betriebssystem DOS auf den Markt zu bringen und die vom Markt gut angenommene Tabellenkalkulation Lotus 1-2-3 um eine integrierte Textverarbeitung zu erweitern.
Symphony ist ein DOS-Programm. Über die Funktionstaste Alt+F10 ist es möglich, zwischen folgenden fünf sogenannten „Funktionsbereichen“ umzuschalten:
- BLATT: Kalkulationsblatt
- TEXT: Textverarbeitung
- MASKE: Datenbank-Management
- KOMM: Kommunikation (Datenübertragung mit fremden Computern)
- GRAPH: Grafik (Geschäftsgrafiken erstellen, anzeigen, drucken)

Es war damit bereits in der Zeit vor Windows möglich, den Bildschirm aufzuteilen und in den jeweiligen Bildschirmhälften mit unterschiedlichen Funktionsbereichen nebeneinander zu arbeiten. Dabei wirkten sich Änderungen auf der einen Seite, z. B. der Datenbank, gleich auf der anderen Seite, z. B. der Textverarbeitung, aus. Das war einer der interessanten Aspekte der Software.
Die Datenhaltung innerhalb des Programms findet vollständig in einem tabellenkalkulationsartigen Zellenformat (Dateierweiterung: *.wr1) statt. Die anderen Module greifen darauf zu, nur die Darstellung und die angebotenen Bearbeitungsfunktionen unterscheidet sich von der einer Tabellenkalkulation.
Symphony ist darauf ausgelegt, vollständig in dem verfügbaren Hauptspeicher eines 286er-Prozessors von 640 KB ablaufen zu können, dazu kommt noch ggf. das durch Treiber als Expanded Memory konfigurierte Extended Memory oberhalb von 640 KB.

#### Vergleichbare Produkte
Ähnliche und vergleichbare Programme waren SmartWare, Microsoft Works, Context MBA, Ashton-Tates Framework, Enable und Ability Office. Lotus Jazz war die Parallelentwicklung von Lotus für den Apple Macintosh.

#### Leistungsfähigkeit der Module
Der Programmkern der Tabellenkalkulation entsprach vollständig derjenigen in Lotus 1-2-3.
Verglichen mit den häufig eingesetzten Textverarbeitungsprogrammen jener Zeit, wie WordStar 3.3 von Micropro, WordPerfect 4.2 oder Microsoft Word 2.0, war die Textverarbeitung von Symphony weniger vielseitig, aber einfacher und schneller zu erlernen und zu benutzen.
Der Datenbankteil war, verglichen mit den gängigen Paketen wie Ashton-Tates dBase III, MDBS Knowledgeman und Borlands Datenbanken Paradox 2.0 oder Reflex 1.0, jedoch wenig leistungsfähig und ließ die ausgefeilten Abfragemöglichkeiten von Reflex oder die pseudo-relationalen Fähigkeiten von dBase III vermissen. Die Datenbank war jedoch schnell und konnte innerhalb der Tabellenkalkulation benutzt und einfach (u. a. mit VLOOKUP) abgefragt werden.
Darüber hinaus enthielt Symphony wie bereits sein Vorgänger Lotus 1-2-3 eine genügend leistungsfähige Programmiersprache (eine sogenannte Makrosprache). Entscheidend war jedoch die Integration von Makros: Sie waren von den verschiedenen Programm-Modulen (Textverarbeitung, Tabellenkalkulation usw.) aus benutzbar.
Zu seiner Zeit war es eines der wenigen Programme, die eine Datenübertragung z. B. von Börsendaten auf den PC und anschließende Auswertung nach bereits vorgegebenen oder interaktiv eingegebenen Kriterien erlaubten und diese innerhalb einer Tabellenkalkulation darstellen, berechnen, in einer Geschäftsgrafik darstellen und ausdrucken konnten. Das war auch im unbeaufsichtigten Batchmodus zu vorgegebenen Tagen und Zeiten möglich.

#### Versionen
| Programmversion | Veröffentlichungsjahr | Neue Funktionen                  |
| --------------- | --------------------- | -------------------------------- |
| 1.0             | 1984                  | ab MS-DOS 2.0, 320 KB            |
| 1.1             | 1985                  | Unterstützung für EMS            |
| 1.2             | 1986                  |                                  |
| 2.0             | 1989                  | VT100-Terminalemulation          |
| 2.2             | 1990                  | File Linking Allways-Technologie |
| 3.0             | 1992                  |                                  |

### IBM Lotus Symphony
1995 übernahm IBM die Firma Lotus und das Programm Lotus 1-2-3 wurde Teil von Lotus SmartSuite.
Die von IBM für 2007 angekündigte und 2008 vorgestellte Version basiert auf OpenOffice.
Eine Betaversion war seit dem 18. September 2007 verfügbar. Im Mai 2008 stellte IBM eine neue Version von Lotus Symphony vor. Das Produkt basiert auf OpenOffice.org 1.x, Eclipse RCP, Lotus Expeditor und benutzt OpenDocument als Standardformat. Es enthält als Teilanwendungen die Textverarbeitung Documents, das Präsentationsprogramm Presentations sowie die Tabellenkalkulation Spreadsheets. IBM Lotus Symphony verwendet auch Tabs, so dass mehrere, auch verschiedene, Dokumente in einem Fenster angezeigt werden können. IBM Lotus Symphony verfügt über eine zeitgemäße, kontextsensitive Benutzeroberfläche. Ein weiterer Unterschied sind die Dateifilter für Lotus SmartSuite, mit deren Hilfe sich Dokumente öffnen und bearbeiten lassen, die mit Lotus WordPro, Lotus 1-2-3 usw. erstellt wurden. Am 30. August 2008 kam die Version 1.1 heraus, bei der Sicherheitsaktualisierungen vorgenommen worden sind. Die im Juni 2009 erschienene Version 1.3 bietet u. a. Importfunktionen für die Dateiformate aus Microsoft Office 2007.
Im Oktober 2010 erschien Lotus Symphony 3.0, welches auf den Programmcode von OpenOffice.org 3.2 aufsetzt und die jeweiligen Erweiterungen von IBM enthält. Lotus Symphony 3.x unterstützt unter anderem VBA-Skripte, die Spezifikationen des offenen Dokumentenstandards ODF 1.2 und die OLE-Schnittstelle von Windows. Die Dateifilter für die Lotus SmartSuite wurde entfernt.
Die Software ist kostenlos für die Betriebssysteme Windows, macOS und Linux erhältlich.

#### Versionen
| Programmversion   | Beta 1   | Beta 2   | Beta 3   | Beta 4   | 1.0      | 1.1      | 1.2      | 1.3      | 3 Beta 1 | 3 Beta 2 | 3 Beta 3 | 3 Beta 4 | 3.0      | 3.0.1    |
| Veröffentlicht am | Sep 2007 | Nov 2007 | Dez 2007 | Feb 2008 | Mai 2008 | Aug 2008 | Nov 2008 | Jun 2009 | Feb 2010 | Feb 2010 | Jun 2010 | Aug 2010 | Okt 2010 | Jan 2012 |